# Resolución 1468 del Consejo de Seguridad de las Naciones Unidas
La resolución 1468 del Consejo de Seguridad de las Naciones Unidas, aprobada por unanimidad el 20 de marzo de 2003, tras recordar resoluciones anteriores sobre la situación en la República Democrática del Congo, el Consejo acogió con beneplácito un acuerdo sobre el establecimiento de un gobierno de transición y solicitó una mayor presencia de la Misión de las Naciones Unidas en la República Democrática del Congo (MONUC) en la región de Ituri, al este del país, en medio de una creciente violencia. 
El Consejo de Seguridad agradeció el informe de la Oficina del Alto Comisionado de las Naciones Unidas para los Derechos Humanos (ACNUDH) sobre la situación en la provincia de Ituri. Además, acogió con satisfacción la labor del Gobierno angoleño por garantizar la aplicación de un acuerdo para resolver la situación en Ituri, y la del Gobierno sudafricano por ayudar a las partes congoleñas a llegar a un acuerdo sobre disposiciones transitorias. La situación en el país siguió constituyendo una amenaza para la paz y la seguridad internacionales en la región de los Grandes Lagos de África .
La resolución acogió con satisfacción el acuerdo alcanzado el 6 de marzo de 2003 por las partes congoleñas para establecer un gobierno de transición e instó a las partes a hacerlo lo antes posible y sin demora.  Condenó las masacres y otras violaciones del derecho internacional humanitario y de los derechos humanos, en particular contra las mujeres y las niñas, y las actividades del Movimiento para la Liberación del Congo, la Agrupación para la Democracia Congoleña y la Unión de Patriotas Congoleños en Ituri. El Consejo instó a que los nombres de los oficiales militares mencionados en el informe del ACNUDH fueran llevados ante la justicia. A este respecto, se instó a las partes congoleñas a tener esto en cuenta a la hora de designar a los miembros del nuevo Gobierno, a establecer una Comisión de la Verdad y la Reconciliación y a respetar los derechos humanos y el derecho internacional humanitario. 
Mientras tanto, se pidió al Secretario General Kofi Annan que aumentara el componente de derechos humanos de la MONUC y la presencia de la operación en la zona de Ituri. El Consejo de Seguridad expresó su preocupación por los combates en la ciudad de Bunia y pidió un alto el fuego y el fin inmediato de las hostilidades.  Exigió que todos los gobiernos de la región de los Grandes Lagos cesaran el apoyo militar y financiero a las partes implicadas en el conflicto armado en Ituri, que Uganda retirara sus fuerzas y que Rwanda se abstuviera de devolver sus tropas a la República Democrática del Congo.  También hubo preocupación por las tensiones entre Uganda y Rwanda y sus representantes en la República Democrática del Congo, y se instó a todas las partes a garantizar la seguridad de los civiles y el personal de la MONUC en la región de Ituri.
El Consejo reiteró su preocupación por la falta de información sobre la utilización y el reclutamiento de niños soldados y la protección de los niños, como se menciona en la Resolución 1460 (2003), así como las exigencias contenidas en las resoluciones 1261 (1999), 1314 (2000) y 1379 (2001).  Además, la resolución exigió acceso sin trabas al Mecanismo de Verificación de Terceros y a la MONUC para evaluar las denuncias sobre la presencia de tropas ruandesas en territorio congoleño y el apoyo ofrecido por el gobierno congoleño a los grupos armados en el este del país.
Por último, se prestó pleno apoyo a la tercera fase del despliegue de la MONUC de conformidad con la Resolución 1445 (2002).